# Felix Manalo
Felix Y. Manalo, född 10 maj 1886, död 12 april 1963, blev skickad att predika om Iglesia ni Cristo (Church of Christ) på Filippinerna år 1914.
Han föddes som Felix Ysagun den 10 maj 1886 av Mariano Ysagun och Bonifacia Manalo, men bytte till sin moders efternamn efter hennes död, för att enligt historien hedra henne, men också för att stärka sitt pastorskap. Manolo betyder "seger" på Tagalog. Andra menar att bytet var ett försök att bli mer känd, då Manolo är ett mer framträdande namn än Ysagun.
Han var gift med Tomasa Sereneo, med vilken han fick ett barn som dog i barndomen. Tomasa själv fick tuberkulos och dog av den. Han gifte senare om sig med Honorata de Guzman, medlem i Adventskyrkan. Felix Manalo drabbades av en inälvssjukdom och dog den 12 april 1963 och lämnade en religiös organisation med miljoner medlemmar bakom sig. Deras femte barn, Erano Manalo (1925-2009), ledde kyrkan under många år.